# Cha Cha Cha (singel Käärijä)
Cha Cha Cha – singel fińskiego piosenkarza Käärijä wydany 17 stycznia 2023. Piosenkę skomponowali i napisali Jere Pöyhönen, Johannes Naukkarinen, Aleksi Nurmi i Jukka Sorsa. Utwór reprezentował Finlandię w 67. Konkursie Piosenki Eurowizji w Liverpoolu (2023).

## Lista utworów
| Digital download / media strumieniowe | Digital download / media strumieniowe | Digital download / media strumieniowe |
| Nr                                    | Tytuł utworu                          | Długość                               |
| ------------------------------------- | ------------------------------------- | ------------------------------------- |
| 1.                                    | „Cha Cha Cha”                         | 2:55                                  |

## Notowania na listach przebojów
| Kraj              | Notowanie (2023)                   | Najwyższa pozycja |
| ----------------- | ---------------------------------- | ----------------- |
| Australia         | ARIA Digital Track Chart           | 22                |
| Austria           | Ö3 Austria Top 40                  | 7                 |
| Belgia            | Ultratop 50 Singles (Flandria)     | 9                 |
| Chorwacja         | ARC Top 100                        | 47                |
| Chorwacja         | Billboard Croatia Songs            | 2                 |
| Czechy            | Singles Digitál Top 100            | 8                 |
| Dania             | Track Top-40                       | 32                |
| Finlandia         | Suomen virallinen lista            | 1                 |
| Grecja            | IFPI Greece                        | 2                 |
| Hiszpania         | Promusicae                         | 46                |
| Holandia          | Single Top 100                     | 13                |
| Irlandia          | Top 100 Singles                    | 7                 |
| Islandia          | Tónlistinn                         | 2                 |
| Izrael            | Media Forest                       | 5                 |
| Litwa             | Singlų Top 100                     | 1                 |
| Łotwa             | LaIPA                              | 1                 |
| Luksemburg        | Billboard Luxembourg Songs         | 11                |
| Niemcy            | Offizielle Deutsche Chart          | 18                |
| Norwegia          | VG-lista                           | 3                 |
| Nowa Zelandia     | New Zealand Hot Singles            | 9                 |
| Polska            | OLiS – single w streamie           | 2                 |
| Portugalia        | AFP                                | 43                |
| Słowacja          | Singles Digitál Top 100            | 16                |
| Stany Zjednoczone | Billboard World Digital Song Sales | 12                |
| Szwajcaria        | Singles Top 100                    | 8                 |
| Szwecja           | Sverigetopplistan                  | 1                 |
| Świat             | Billboard Global 200               | 27                |
| Węgry             | Single Top 40                      | 27                |
| Wielka Brytania   | UK Singles Chart                   | 6                 |
| Włochy            | FIMI                               | 85                |

## Certyfikaty i sprzedaż
| Kraj          | Certyfikat      | Sprzedaż |
| ------------- | --------------- | -------- |
| Polska (ZPAV) | platynowa płyta | 50 000+  |